# Едуард Алберт
Едуа́рд А́лберт  (чеськ. Eduard Albert; 20 січня 1841, Жамберк — 26 вересня 1900) — чеський хірург, публіцист, професор університету, популяризатор чеської поезії, перекладач і поет.
Був також завідувачем хірургічної клініки у Відні.

## Біографія
Народився В Жамберку, у родині годинникаря Франтішка Алберта і Катерини Албертової. Його брат Алберт Франтішек став відомим письменником.
Медичну освіту здобув у Відні, де на нього найбільший вплив мали професори Карл фон Рокітанські та Йозеф Шкода. З 1873 року став професором хірургії і завідувачем хірургічної клініки в Інсбруку. У цей час займався вивченням питань антисепсису і написав на цю тему декілька медичних книг.
У 1881 році претендував на посаду завідувача хірургічної клініки при Празькому університеті. Проте на посаду було поставлено іншу кандидатуру. Але тим не менше йому вдалося обійняти посаду завідувача І клініки у Відні. Крім того, мав свою власну клініку, яка давала йому великі доходи.
Помер 26 вересня 1900 року. Похований на Жамберському кладовищі.

## Нагороди
- Лицарський хрест ордена Леопольда (1892)[12].

## Публікації
- Diagnostika chirurgických nemocí (1876)
- Učebnice chirurgie a nauky operační (1877)
- Paměti Žamberské (1889)
- Památky po Bratřích českých v Žamberce; Časopis muzea Království českého roč. 64 (1890)
- Památky po Bratřích českých v Kunwaldě; Časopis muzea Království českého roč. 65 (1891)